# Alfred Tattersall
Alfred Tattersall, oft Alfred J. Tattersall (* 29. März 1866 in Auckland; † 25. November 1951 auf Samoa), war ein neuseeländischer Fotograf. Seine Aufnahmen dokumentieren die Kolonialzeit Samoas.

## Leben
Alfred Tattersall war ein Sohn von Lawrence Tattersall und dessen Gattin Sarah Hannah Tattersall, geb. Cochrane. Er hatte einen Bruder namens G. Tattersall, der als Erwachsener in Gisborne lebte. Nach seiner Schulzeit arbeitete er zunächst bei einem Fotografen namens Redfern – vermutlich Richard Redfern –, wo er seine Ausbildung erhielt. Danach wechselte er in das Fotostudio Tuttle & Co. in Auckland. Am 30. Dezember 1886 kam er mit dem Dreimaster Maile auf Samoa an. In Apia arbeitete er bei dem Fotografen John Davis.
Am 13. August 1891 heiratete er Blanche Saina Yandall Faataalili (1876–1937). Aus der Ehe gingen drei Kinder hervor: Elizabeth Winifred Tattersall (1892–1908), Herbert Edmund Tattersall (1894–1941) und Alfred Berry Lionel Ralph Tattersall (* 1897).
Als Davis 1893 starb oder sich aus dem Geschäftsleben zurückzog, übernahm Tattersall dessen Studio. In der Samoanischen Zeitung wurden regelmäßig seine Ansichtskarten und Alben angepriesen. Am 17. Oktober 1913 wurde das Fotostudio durch ein Feuer zerstört, doch Tattersalls Existenz als selbstständiger Fotograf war dadurch offenbar nicht bedroht.
Zahlreiche Fotografien Tattersalls dokumentieren das Leben auf Samoa im späten 19. und frühen 20. Jahrhundert.
Über seinen zweiten Vornamen scheint Uneinigkeit zu herrschen. Neben der Namensform „Alfred James Tattersall“ wird häufig – mit denselben Lebensdaten – von dem Fotografen „Alfred John Tattersall“ gesprochen. Es ist gut möglich, dass auch der angebliche samoanische Fotograf „Alfred George Tattersall“ mit Alfred James oder Alfred John Tattersall identisch ist.